# Šentvid pri Grobelnem
Šentvid pri Grobelnem este o localitate din comuna Šmarje pri Jelšah, Slovenia, cu o populație de 182 de locuitori.